# Schnarup-Thumby
Schnarup-Thumby (danska: Snarup-Tumby) är en kommun i Kreis Schleswig-Flensburg i förbundslandet Schleswig-Holstein i Tyskland. Kommunen bildades 28 februari 1970 genom en sammanslagning av de tidigare kommunerna Schnarup och Thumby.[källa behövs]
Kommunen ingår i kommunalförbundet Amt Mittelangeln tillsammans med ytterligare två kommuner.